# Pókok (film, 2023)
A Pókok (eredeti cím: Vermines) 2023-ban bemutatott francia–amerikai–német horrorfilm, amelyet Sébastien Vaniček rendezett.  A főbb szerepekben Théo Christine, Sofia Lesaffre, Jérôme Niel, Lisa Nyarko és Finnegan Oldfield látható.
Franciaországban 2023. december 27-én, míg Magyarországon 2024. március 28-án mutatták be a mozikban. A film kritikai fogadtatása „túlnyomórészt pozitív” volt.

## Cselekmény
Három arab csempész pókokra vadászik egy közel-keleti sivatagban, amikor egyiküket megharapja egy pók, miután mérges gázzal füstöl ki egy fészket. A fészekből további pókok bújnak elő, de a túlélők műanyag tárolókba zárják őket. A megmart férfit egyik társa machetével megöli, majd a többiek teherautóval elmenekülnek.
Egyik pók végül egy párizsi kisbolt raktárában köt ki, ahol Kaleb, egy sportcipő-kereskedő és egzotikus állatok kedvelője, megvásárolja azt egy pár fülbevalóval együtt. Hazatérve a multikulturális külvárosba, Kaleb elveszi egy bajkeverő táskáját, amelyben tűzijátékok vannak – ezeket egy gondnok megviccelésére használták fel. Barátja, Mathys, aki biciklitolvaj, emlékezteti, hogy hamarosan el kell adnia a sportcipőket Toumaninak. Kaleb a nővérével, Manonnal is összetűzésbe kerül arról, hogy eladják-e elhunyt édesanyjuk házát. A fiatal férfi a szobájában tartja a pókot, de később elveszíti, miután a szomszédjának, Claudiának ajándékozza a fülbevalókat a búcsúbuliján. Nem találva a pókot, Kaleb elviszi Toumani sportcipőit, majd a nappaliban alszik.
Másnap Kaleb összeveszik Mathysszal, egykori barátjával, Jordyval és Jordy barátnőjével, Lilával, akiket Manon hívott át, hogy segítsenek a ház felújításában. Később Kaleb eladja a sportcipőket Toumaninak, de ekkor az idegengyűlölő lakó, Gilles odalép hozzájuk, és drogkereskedelemmel gyanúsítja őket. Nem sokkal ezután Toumanit megmarják a sportcipőből kimászó pókok. Kaleb többször is lerázza a telefonáló Toumanit, majd később a lakásában holtan találja. A hatóságok elszállítják a holttestet, és vesztegzár alá helyezik az épületet, ami pánikot kelt a lakók között.  
Gilles ragaszkodik ahhoz, hogy Toumani drogtúladagolásban halt meg, mivel nem hisz Kalebnek, aki határozottan tagadja, hogy drogot adott volna neki. Közben Jordy megöl egy pókot a fürdőszobában, amely Lila közelébe került, de a tetemből apró pókok rajzanak ki, ezért eltorlaszolja az ajtót. Kaleb ekkor bevallja, hogy ő okozta a fertőzést. Odaadja Jordynak azt a cipősdobozt, amelyben a pók egy gubót szőtt, miután megszökött. Jordy és Mathys lezárják a dobozt, elborzadva a felismeréstől, hogy a pókok elszaporodtak. Kaleb beleegyezik, hogy elhagyja a helyet a többiekkel, de csak azzal a feltétellel, hogy Claudia is velük tart.
Miután Claudiát holtan találják, Kaleb és Mathys visszarohan Jordyhoz, Manonhoz és Lilához, akik rájönnek, hogy a pókok a remetepókfélék családhoz tartoznak. Az invázió egyre súlyosabbá válik: a pókok gyorsan növekednek és szaporodnak, egyre több lakót megölve. Gilles felfedezi a menekülési tervüket, majd megtámadja őket egy gumibottal, és felhasítja a lezárt cipősdobozt, amelyről azt hiszi, hogy drogokat rejt – de a dobozból előtörő pókok rátámadnak. Útban a parkoló felé egy pókokkal ellepett folyosón próbálnak átkelni, a mozgásérzékelős lámpát időzítve használva, hogy időnként megállítsák a pókok mozgását. Azonban sötétségbe borulnak, amikor a rendőrség könnygázt vet be és lövöldözni kezd, eközben Jordy egy pókhálóba ragad, és arra kéri a többieket, hogy hagyják hátra. Miután rájönnek, hogy a pókok érzékenyek a fényre, Mathys a tűzijátékokat használja fel, hogy segítse a menekülésüket a tetőre. Gilles lakásába jutva Kaleb megbánja, hogy évekkel korábban megszakította a barátságát Jordyval. Lila elárulja neki, hogy bár Jordy annak idején feldobta Kalebet a rendőrségen, amikor Kaleb leguánja megharapta a lábát, mindig azt állította, hogy baleset volt, hogy senki ne nézzen rossz szemmel Kalebre.
Miután a rendőrséggel küzdenek, a csoportot elfogják és a garázsba viszik. A hadnagy megvédi a zárlatot, de Kaleb azt kudarcot vallott intézkedésnek tartja, amely több kárt okozott, mint hasznot. Mathys, miután felfedi, hogy megcsípte egy pók, feláldozza magát: berohan a fertőzött folyosóra, és ezzel harcot robbant ki a pókok és a fegyveresek között. Lila kiszabadítja Kalebet, aki arra kéri, hogy maradjon az autójában, míg ő megkeresi Manont. Kaleb végül újra találkozik Manonnal, bár közben meglövik a lábán. Betörnek egy furgonba, ahol Manon elszorítja a sebét, miközben kibékülnek egymással. Ahogy a pókok egyre közelebb kerülnek, Lila fényszórói hirtelen megvilágítják őket, így a testvérek vele együtt el tudnak menekülni. Egy hatalmas pók megkíméli őket az útjukat elállva, Kaleb pedig kinyitja a garázsajtót.  
Később Manon és Lila könnyek között figyelik, ahogy a külváros összeomlik, míg Kaleb az erdőben eltemet egy cipősdobozt, amelyben egy régi, Jordyval közös gyerekkori fényképük van. Egy pók mászik a vállára, amelyet a tenyerébe vesz, majd elfújja.

## Szereplők
| Szereplő  | Eredeti hang        | Magyar hang      |
| --------- | ------------------- | ---------------- |
| Kaleb     | Théo Christine      | Baráth István    |
| Lila      | Sofia Lesaffre      | Hermann Lilla    |
| Mathys    | Jérôme Niel         | Sörös Miklós     |
| Manon     | Lisa Nyarko         | Illésy Éva       |
| Jordy     | Finnegan Oldfield   | Gacsal Ádám      |
| Claudia   | Marie-Philomène Nga | Téglás Judit     |
| Toumani   | Ike Zacsongo-Joseph | Potocsny Andor   |
| Gilles    | Emmanuel Bonami     | Mesterházy Gyula |
| Mrs. Zhao | Xing Xing Cheng     | Zsurzs Kati      |
| Hadnagy   | Malik Amraoui       |                  |

### Magyar változat
- Bemondó: Galambos Péter
- Magyar szöveg: Pallinger Emőke
- Hangmérnök: Király Csaba
- Felvevő hangmérnök: Zakar Sándor
- Vágó: Pilipár Éva
- Gyártásvezető: Gémesi Krisztina
- Szinkronrendező: Derzsi Csilla
- Produkciós vezető: Witzenleiter Kitti

A szinkront a Direct Dub Studios készítette.

## A film készítése
2023. február 15-én a Variety arról számolt be, hogy egy Pókok című francia horrorfilm forgatása megkezdődött Párizsban, és várhatóan 2023. március 3-án fejeződik be. A magazin megjegyezte, hogy a francia rövidfilmrendező, Sébastien Vaniček ezzel a filmmel debütál nagyjátékfilmes rendezőként (amelyet Florent Bernarddal közösen írt), és hogy a filmben valódi pókok is szerepelnek. A szereplőgárdában „feltörekvő francia színészek” is helyet kaptak, köztük Théo Christine, Finnegan Oldfield, Jérôme Niel, Sofia Lesaffre és Lisa Nyarko. Vaniček a Screen Rantnek elmondta, hogy már a forgatókönyv írása közben kiválasztotta Christine-t a szerepre. A rendező szándékosan kerülte más horrorfilmek referenciáit az eredetiség érdekében.  A film bemutatásához nemcsak a forgatókönyvet kellett elkészítenie, hanem egy nagyméretű koncepciórajz-könyvet is össze kellett állítania a projekthez.
A francia Le Parisien napilap megjegyezte, hogy a külső jeleneteket a Noisy-le-Grand-ban található Arènes de Picasso helyszínén forgatták. Vaniček szerint a film „nagyon személyes”, mivel „azokat a francia külvárosokat ábrázolja, amelyeket ismer”, és saját tapasztalataiból merít, miközben megpróbálja megérteni, hogyan érzékelik ezeket a közösségeket a francia városi területeken. Vaniček nem értette, miért diszkriminálják a külvárosok lakóit pusztán azért, mert ezekhez a közösségekhez tartoznak, amelyeket általában bűnözéssel terhelt és kellemetlen helyekként tartanak számon. Ezt a problémát lehetőségként látta egy olyan szörnyfilm elkészítésére, amely az emberek irracionális félelmeit pókokon keresztül vizsgálja. Úgy véli, hogy az emberek pókfóbiája elsősorban mozgásukból és külsejükből fakad, és ezt az ötletet termékeny alapnak találta a xenofóbiáról szóló társadalmi kommentárhoz.
Vaniček kihasználhatta a lehetőséget, hogy valódi pókokat kombináljon CGI-pókokkal, mivel a filmet időrendi sorrendben forgatták. Kétszáz óriás vadászpókot használtak, amelyeket digitálisan felnagyítottak. A pókok természetes viselkedése egyedi előnyöket és kihívásokat jelentett a forgatás során. Amikor szabad térbe helyezték őket, azonnal menedéket kerestek, de rövid idő után elfáradtak. Vaniček ezeket a rövid rohanásokat rögzítette, majd amikor a pókok kifáradtak, odahelyezhette őket, ahová akarta, és nyugodtabb jeleneteket is leforgathatott, amíg pihentek. Mivel a forgatókönyv szerint a szereplőknek kommunikálniuk kellett a pókokkal, Lisa Nyarko és Sofia Lesaffre színésznőknek le kellett küzdeniük a pókoktól való félelmüket a forgatás kezdetén. Hasonlóképpen, Vaniček közeliket készített a pókokról azzal a szándékkal, hogy megmutassa, nem ijesztőek, hanem „összetettek és gyönyörűek”, és hogy a filmben mutatott agressziójuk kizárólag a túlélési ösztönükből fakad, mivel kikerülnek természetes élőhelyükről és az emberek támadják őket.